# バルツィ国際空港
バルツィ国際空港（ルーマニア語: Aeroportul Internaţional Bălți, ロシア語: Международный Аэропорт Бельцы, 別名：バルツィ・レドヴェニ）は、モルドバ共和国、バルツィから8km離れた郊外にある国際空港である。は、モルドバ共和国で2番目の国際空港であり、バルツィの2つの主要空港の1つである。1987年、主に国際路線のバルツィ・シティ空港に代わり、キシナウ国際空港への航空輸送を円滑にするため、バルツィ国際空港 が開港した